# Nesophontes
Nesophontes is een geslacht van recent uitgestorven zoogdieren dat voorkwam in het Caribisch gebied. Het is het enige geslacht uit de uitgestorven familie van de Nesophontidae. De wetenschappelijke naam van het geslacht werd in 1916 gepubliceerd door Harold Elmer Anthony.

## Soorten
Er worden 8 soorten in dit geslacht geplaatst:
- †Nesophontes edithae Anthony, 1916
- †Nesophontes hemicingulus Morgan et al., 2019
- †Nesophontes hypomicrus G. S. Miller, 1929
- †Nesophontes longirostris Anthony, 1919
- †Nesophontes major Arredondo, 1970
- †Nesophontes micrus G. M. Allen, 1917
- †Nesophontes paramicrus G. S. Miller, 1929
- †Nesophontes zamicrus G. S. Miller, 1929

Mollen · Egels · Spitsmuizen · Solenodons · Nesophontidae